# Moindou
Moindou is een gemeente in Nieuw-Caledonië en telt 709 inwoners (2014). De oppervlakte bedraagt 321,9 km², de bevolkingsdichtheid is 2,2 inwoners per km².